# Österreichische Fußballmeisterschaft 1983/84
Die Österreichische Fußballmeisterschaft 1983/84 wurde vom Österreichischen Fußball-Bund ausgerichtet. Als Unterbau zur 1. Division diente die eingleisig geführte 2. Division. Als dritte Leistungsstufe fungierten die Regionalliga West (Salzburg, Tirol, Vorarlberg) sowie die Landesligen von Wien, Niederösterreich, dem Burgenland, Kärnten, Oberösterreich und der Steiermark.

## Allgemeines
Die Hinrunde war zum letzten November-Wochenende beendet, es gab am 3./4. Dezember noch die erste Rückrunde. Nach der 15. Runde gab es ein Trio an der Spitze: die Austria, der LASK und Sturm hatten je 10 Siege und 3 Unentschieden, somit nach der damals noch verwendeten Zweipunkteregel 23 Zähler. Rapid mit 8 Siegen und 5 Unentschieden lag zwei Punkte dahinter. Der krisengeschüttelte FC Wels war da mit seinen 14 Punkten noch auf Rang 10. Das Schlusstrio wurde von St. Veit (10), FavAC (9) und Neusiedl (0) gebildet.
Austria und Rapid (die mehrere Kantersiege feierten) gaben sich vorerst in der Rückrunde keine Blöße, beide holten in den ersten vier Runden das Punktemaximum, danach (Runde 20) gab es für beide ein Unentschieden. Mit dem 4:1-Derbysieg am 7. April egalisierte Rapid den Punktestand – fiel durch zwei Unentschieden (bei gleichzeitig einem der Austria) um einen Punkt zurück. Die 2:3-Austria-Niederlage bei VÖEST Linz in der 27. Runde (18. Mai) brachte Rapid für zwei Runden die Tabellenführung, die jedoch mit dem 0:0 in der vorletzten Runde bei Admira (29. Mai) wieder verspielt wurde. So fiel die Titelentscheidung erst in der letzten Runde, in der die beiden Konkurrenten gewannen, womit die Rapidler auf Platz zwei blieben und das Double versäumten. Mit dem Sieg bei Sturm Graz verwehrte die Austria den Grazern im letzten Saisonmatch die Teilnahme am UEFA-Pokal.
Die größte Leistung im Europacup bot Rapid Wien, welches – wie schon sieben Jahre zuvor die Austria – das Finale im Pokalsieger-Bewerb erreichte. Vorerst war Besiktas Istanbul eliminiert worden (H 4:1, A 1:1), danach gab es die denkwürdigen Begegnungen mit Celtic Glasgow und Dynamo Dresden. Gegen die Schotten mit den Ausschreitungen im Celtic-Park in Glasgow und damit der Spielwiederholung im Old Trafford von Manchester, dann wurde gegen Leipzig noch ein 0:3 vom Hinspiel durch ein 5:0 "gedreht". (6./20. März 1985). Dynamo Moskau wurde mit 3:1 daheim und 1:1 auswärts ausgeschaltet. Im Finale am 15. Mai im Feyenoordstadion von Rotterdam zeigte der FC Everton aber Rapids Grenzen mit dem 3:1-Sieg auf.

Austria drang im Meistercup ins Viertelfinale vor. Nach Siegen über den FC La Valletta (jeweils 4:0) wurde am 24. Oktober beim BFC Dynamo (Dynamo Berlin) im Friedrich-Jahn-Sportpark ein 3:3 erreicht, das Rückspiel im Hanappi-Stadion 2:1 gewonnen. Der FC Liverpool war aber dann doch eine Nummer zu groß. Mehr als das Heim-1:1 am 6. März schaute nicht heraus, im Stadion Anfield (auch Anfield-Road genannt) gab es zwei Wochen später ein 1:4.

Im UEFA-Cup scheiterte der LASK (nach zuerst zwei 1:0-Siegen über Östers IF Växjö aus Schweden) klar an Dundee United (H 1:2, A 1:5). SSW Innsbruck bekam es schon in der ersten Runde mit Real Madrid zu tun – nach einem 0:5 im Estadio Santiago Bernabeu – gab es einen 2:0-Sieg der Tiroler im Tivoli-Stadion.

### Besonderheiten
Das Match von SK Sturm Graz gegen den Wiener Sport-Club (2:1) aus der 1. Runde (19. August) wurde am 24. August mit 3:0 für Sturm beglaubigt, zudem wurde eine Geldstrafe von 10.000 Schilling ausgesprochen; die Wiener hatten Wenanty Fuhl unberechtigt eingesetzt; die Freigabe durch den ÖFB war nicht rechtzeitig eingelangt. Sie traf allerdings später ein, so dass Fuhl in den weiteren Spielen des Sport-Clubs teilnehmen durfte. Außerdem hatte diese Beglaubigung keine Auswirkung, dass der Sport-Club bei Punktegleichheit schlechter gereiht werden würde.

Die vorzeitige Auflösung des Welser SC brachte einen Zuschauerrückgang gegenüber dem Vorjahr (im Durchschnitt war es ein Minus von 200 pro Runde; die Welser hatten einen guten Besuch gehabt).

Das Abschlussmatch Sturm Graz gegen Austria Wien brachte auch Zuschauerausschreitungen, die teilweise durch eine von einem Austria-Fan ins Publikum geworfene Rauchbombe ausgelöst worden waren. Durch diese wurden zwei Kinder verletzt, der rücksichtslose Austria-Fan trat auch noch einem Polizisten in den Unterleib.

### Statistik
Ohne die 3:0-Beglaubigungen gegen Wels gab es folgendes Bild:

In der Heimtabelle hatte die Austria mit 27 Punkten drei Punkte Vorsprung auf Rapid (je 24 Punkte auch für Innsbruck und den LASK), umgekehrt lag Rapid logischerweise, u. zw. mit 21 Punkten, in der Auswärtstabelle drei Punkte vor der Austria – hier war der LASK mit 16 Punkten Dritter. Neusiedl hat (durch das Fehlen der Beglaubigung gegen Wels) mit 2 Unentschieden gerade einmal zwei Heimpunkte und hatte
auswärts keinen Zähler eingefahren. Daheim wurde Aufsteiger SV St. Veit (13 Punkte) Vorletzter, auswärts war es überraschend VÖEST Linz (5 Punkte mit einem Sieg und drei Unentschieden).

Insgesamt gab es 60 Elfmeter, von denen 50 verwandelt wurden.

## TV-Vertrag
Der Spielausschuss des ÖFB und der ORF einigten sich auf einen neuen bis Sommer 1986 laufenden Vertrag mit jährlich sechs Mio. Schilling für die Übertragungsrechte der Meisterschaftsspiele, wobei von Mitte April bis Mitte Oktober jeweils am Freitag gespielt werden sollte. (Dazu gab es Entschädigungen für Europacup-Heimspiele mit 500.000 Schilling für die erste Runde bis 1,5 Mio. Schilling für die Finalrunde.) Keine Einigung gab es wegen der Stadionwerbung, wo der ORF weniger Transparente haben wollte. Das lag daran, dass die Vereine zumeist nicht Platzbesitzer waren.

## Erste Leistungsstufe – 1. Division

### Abschlusstabelle
| Pl. | Verein                | Sp. | S  | U  | N  | Tore    | Diff. | Punkte |
| --- | --------------------- | --- | -- | -- | -- | ------- | ----- | ------ |
| 1.  | FK Austria Wien       | 30  | 21 | 5  | 4  | 085:290 | +56   | 47     |
| 2.  | SK Rapid Wien (C, M)  | 30  | 19 | 9  | 2  | 071:180 | +53   | 47     |
| 3.  | Linzer ASK            | 30  | 17 | 8  | 5  | 054:250 | +29   | 42     |
| 4.  | SSW Innsbruck         | 30  | 13 | 11 | 6  | 054:310 | +23   | 37     |
| 5.  | SK Sturm Graz         | 30  | 15 | 7  | 8  | 052:430 | +9    | 37     |
| 6.  | FC Admira/Wacker      | 30  | 12 | 12 | 6  | 047:360 | +11   | 36     |
| 7.  | SK Austria Klagenfurt | 30  | 12 | 10 | 8  | 055:380 | +17   | 34     |
| 8.  | Grazer AK             | 30  | 13 | 6  | 11 | 045:370 | +8    | 32     |
| 9.  | Wiener Sport-Club     | 30  | 10 | 7  | 13 | 053:520 | +1    | 27     |
| 10. | SV Austria Salzburg   | 30  | 10 | 7  | 13 | 039:460 | −7    | 27     |
| 11. | SC Eisenstadt         | 30  | 9  | 7  | 14 | 039:490 | −10   | 25     |
| 12. | SK VOEST Linz         | 30  | 8  | 9  | 13 | 035:470 | −12   | 25     |
| 13. | Favoritner AC (N)     | 30  | 8  | 9  | 13 | 035:520 | −17   | 25     |
| 14. | SV St. Veit/Glan (N)  | 30  | 7  | 7  | 16 | 037:590 | −22   | 21     |
| 15. | Union Wels            | 30  | 4  | 6  | 20 | 022:690 | −47   | 14     |
| 16. | SC Neusiedl           | 30  | 1  | 2  | 27 | 010:102 | −92   | 04     |

| (M) | Österreichischer Meister 1982/83 |
| (C) | ÖFB-Cup-Sieger 1982/83           |
| (N) | Neuaufsteiger der Saison 1982/83 |

Union Wels wurde im Februar 1984 konkursbedingt aufgelöst und sämtliche noch ausständigen Spiele wurden mit 3:0 für die jeweiligen Gegner gewertet (so kam der SC Neusiedl auch zum einzigen Saisonsieg). SC Neusiedl verzichtete nach Saisonende auf die Teilnahme an der 2. Division und wurde in die burgenländische 2. Liga Nord eingereiht.

### Torschützenliste
|    | Tore    | Spieler         | Verein          |
| -- | ------- | --------------- | --------------- |
| 1  | 26 Tore | Tibor Nyilasi   | FK Austria Wien |
| 2. | 19 Tore | Alfred Drabits  | FK Austria Wien |
| 3. | 18 Tore | Antonín Panenka | SK Rapid Wien   |
| 4. | 17 Tore | Hans Krankl     | SK Rapid Wien   |
| 5. | 16 Tore | Michael Toppel  | Linzer ASK      |

siehe auch Liste der besten Torschützen Österreichs

### Die Meistermannschaft der FK Austria Wien
Friedrich Koncilia (29/0), Franz Wohlfahrt (1/0) – Robert Sara (29/0), Erich Obermayer (16/1), Josef Degeorgi (29/1) , Franz Zore (24/0), Robert Frind (2/0) – Herbert Prohaska (28/5), Ernst Baumeister (24/3), Džemal Mustedanagić (23/1), István Magyar (26/6), Karl Daxbacher (26/4)  – Tibor Nyilasi (29/26), Anton Polster (23/13), Alfred Drabits (28/19), Friedrich Drazan (18/2), Andreas Ogris (2/0), Tino Jessenitschnig (1/0)

### Relegation
|                      | Gesamt |                  | Hinspiel | Rückspiel |
| -------------------- | ------ | ---------------- | -------- | --------- |
| Donawitzer SV Alpine | 3:1    | SV St. Veit/Glan | 2:0      | 1:1       |

## Zweite Leistungsstufe – 2. Division

### Abschlusstabelle
| Pl. | Verein                   | Sp. | S  | U  | N  | Tore    | Diff. | Punkte |
| --- | ------------------------ | --- | -- | -- | -- | ------- | ----- | ------ |
| 1.  | SV Spittal/Drau          | 30  | 16 | 9  | 5  | 060:260 | +34   | 41     |
| 2.  | First Vienna FC 1894 (A) | 30  | 13 | 12 | 5  | 064:280 | +36   | 38     |
| 3.  | Donawitzer SV Alpine     | 30  | 15 | 7  | 8  | 058:380 | +20   | 37     |
| 4.  | IG Bregenz/Dornbirn      | 30  | 14 | 9  | 7  | 046:270 | +19   | 37     |
| 5.  | Kapfenberger SV          | 30  | 13 | 9  | 8  | 040:340 | +6    | 35     |
| 6.  | SK Vorwärts Steyr        | 30  | 8  | 17 | 5  | 027:270 | ±0    | 33     |
| 7.  | Badener AC               | 30  | 10 | 11 | 9  | 065:440 | +21   | 31     |
| 8.  | Kremser SC (N)           | 30  | 10 | 11 | 9  | 038:400 | −2    | 31     |
| 9.  | SV Flavia Solva          | 30  | 9  | 13 | 8  | 030:360 | −6    | 31     |
| 10. | Wolfsberger AC           | 30  | 11 | 8  | 11 | 038:430 | −5    | 30     |
| 11. | WSG Swarovski Wattens    | 30  | 9  | 11 | 10 | 044:370 | +7    | 29     |
| 12. | ASK Voitsberg (N)        | 30  | 8  | 10 | 12 | 035:470 | −12   | 26     |
| 13. | 1. Simmeringer SC (A)    | 30  | 8  | 8  | 14 | 019:430 | −24   | 24     |
| 14. | Salzburger AK 1914       | 30  | 9  | 4  | 17 | 027:460 | −19   | 22     |
| 15. | SC Kufstein (N)          | 30  | 6  | 9  | 15 | 026:500 | −24   | 21     |
| 16. | ASK Salzburg             | 30  | 4  | 6  | 20 | 025:760 | −51   | 14     |

| (A) | Absteiger der Saison 1982/83     |
| (N) | Neuaufsteiger der Saison 1982/83 |

## Dritte Leistungsstufe

### Aufstieg Gruppe Ost
Aufstiegsspiele Gruppe Ost

1. Runde
|                       | Gesamt          |              | Hinspiel | Rückspiel |
| --------------------- | --------------- | ------------ | -------- | --------- |
| SV Eichgraben/Gablitz | 3:3 (3:2 i. E.) | SV Schwechat | 1:3      | 3:1 n. V. |

Qualifikation
|             | Gesamt          |                       | Hinspiel | Rückspiel |
| ----------- | --------------- | --------------------- | -------- | --------- |
| SV Oberwart | 5:5 (5:4 i. E.) | SV Eichgraben/Gablitz | 3:2      | 2:3 n. V. |

### Aufstieg Gruppe Mitte
Abschlusstabelle 
| Pl. | Verein           | Sp. | S | U | N | Tore    | Diff. | Punkte |
| --- | ---------------- | --- | - | - | - | ------- | ----- | ------ |
| 1.  | WSV Thörl        | 4   | 2 | 1 | 1 | 007:600 | +1    | 05     |
| 2.  | ATSV Steyrermühl | 4   | 2 | 0 | 2 | 005:700 | −2    | 04     |
| 3.  | SV Feldkirchen   | 3   | 1 | 1 | 1 | 007:600 | +1    | 03     |

### Regionalliga West
Abschlusstabelle 
| Pl. | Verein                | Sp. | S  | U | N  | Tore    | Diff. | Punkte |
| --- | --------------------- | --- | -- | - | -- | ------- | ----- | ------ |
| 1.  | USV Salzburg          | 26  | 18 | 5 | 3  | 067:270 | +40   | 41     |
| 2.  | SC Austria Lustenau   | 26  | 15 | 6 | 5  | 060:310 | +29   | 36     |
| 3.  | SC Kundl              | 26  | 12 | 8 | 6  | 041:320 | +9    | 32     |
| 4.  | VfB Hohenems          | 26  | 11 | 7 | 8  | 047:360 | +11   | 29     |
| 5.  | 1. Saalfeldner SK (N) | 26  | 12 | 5 | 9  | 041:390 | +2    | 29     |
| 6.  | IG Dornbirn/Bregenz   | 26  | 12 | 5 | 9  | 033:320 | +1    | 29     |
| 7.  | SPG Rum/ISK           | 26  | 9  | 9 | 8  | 042:370 | +5    | 27     |
| 8.  | FC Zell am See (A)    | 26  | 9  | 8 | 9  | 039:370 | +2    | 26     |
| 9.  | FC Höchst             | 26  | 8  | 9 | 9  | 027:310 | −4    | 25     |
| 10. | SC Imst               | 26  | 10 | 4 | 12 | 043:410 | +2    | 24     |
| 11. | SC Schwaz             | 26  | 9  | 5 | 12 | 038:410 | −3    | 23     |
| 12. | Dornbirner SV         | 26  | 6  | 8 | 12 | 024:490 | −25   | 20     |
| 13. | SV Hall (N)           | 26  | 6  | 1 | 19 | 050:720 | −22   | 13     |
| 14. | SC Admira Dornbirn    | 26  | 3  | 4 | 19 | 016:630 | −47   | 10     |

| (A) | Absteiger der Saison 1982/83     |
| (N) | Neuaufsteiger der Saison 1982/83 |